# Lista dróg magistralnych na Litwie
Sieć autostrad na Litwie jest wciąż w fazie planowania. Parametry autostrady posiadają aktualnie odcinek drogi A1, trasa A2 na całej długości i fragment A5. Większość pozostałych ma jedną jezdnię i kolizyjne skrzyżowania.
Poniżej znajduje się aktualna lista głównych dróg na Litwie:
| Oznaczenie     | Numer drogi    | Przebieg trasy                      | Kilometraż     | Kilometraż     | Długość    | Uwagi |
| Oznaczenie     | Numer drogi    | Przebieg trasy                      | początkowy     | końcowy        | Długość    | Uwagi |
| -------------- | -------------- | ----------------------------------- | -------------- | -------------- | ---------- | --- |
| A1             | A1             | Wilno — Kowno — Kłajpeda            | 10             | 306,234        | 296,234 km | na odcinku Wilno – Kowno – Kłajpeda oznakowana jako autostrada                                                                      |
| A2             | A2             | Wilno — Poniewież                   | 9,276          | 132,55         | 123,274 km | autostrada |
| A3             | A3             | Wilno — Mińsk                       | 6,65           | 32,912         | 26,262 km  | długość drogi ustalona do miejsca przekroczenia granicy państwowej                                                                  |
| A4             | A4             | Wilno — Orany — Grodno              | 15,564         | 133,912        | 118,348 km | długość drogi ustalona do miejsca przekroczenia granicy państwowej                                                                  |
| A5             | A5             | Kowno – Mariampol — Suwałki         | 0              | 96,742         | 96,742 km  | • długość drogi ustalona do miejsca przekroczenia granicy państwowej • na odcinku Mauručiai – Puskelniai oznakowana jako autostrada |
| A6             | A6             | Kowno — Jeziorosy — Dyneburg        | 5,95           | 66,233         | 173,081 km | długość drogi ustalona do miejsca przekroczenia granicy państwowej                                                                  |
| A6             | A6             | Kowno — Jeziorosy — Dyneburg        | 72,445         | 185,243        | 173,081 km | długość drogi ustalona do miejsca przekroczenia granicy państwowej                                                                  |
| A7             | A7             | Mariampol — Kibarty — Królewiec     | 2,5            | 41,929         | 39,429 km  | długość drogi ustalona do miejsca przekroczenia granicy państwowej                                                                  |
| A8             | A8             | Poniewież — Aristava — Sitkūnai     | 7,508          | 87,861         | 80,353 km  | |
| A9             | A9             | Poniewież — Szawle                  | 5              | 75,299         | 70,299 km  | |
| A10            | A10            | Poniewież — Poswol — Bauska         | 4,57           | 66,098         | 61,528 km  | długość drogi ustalona do miejsca przekroczenia granicy państwowej                                                                  |
| A11            | A11            | Szawle — Połąga                     | 2,65           | 146,515        | 143,865 km | |
| A12            | A12            | Ryga — Szawle — Taurogi — Królewiec | 0              | 49,738         | 176,217 km | długość drogi ustalona do miejsca przekroczenia granicy państwowej                                                                  |
| A12            | A12            | Ryga — Szawle — Taurogi — Królewiec | 59,49          | 185,969        | 176,217 km | długość drogi ustalona do miejsca przekroczenia granicy państwowej                                                                  |
| A13            | A13            | Kłajpeda — Lipawa                   | 0              | 43,834         | 43,834 km  | długość drogi ustalona do miejsca przekroczenia granicy państwowej                                                                  |
| A14            | A14            | Wilno — Uciana                      | 10,659         | 95,661         | 85,002 km  | |
| A15            | A15            | Wilno — Lida                        | 10,623         | 48,835         | 38,212 km  | długość drogi ustalona do miejsca przekroczenia granicy państwowej                                                                  |
| A16            | A16            | Wilno — Preny — Mariampol           | 15,564         | 135,422        | 119,858 km | |
| A17            | A17            | Obwodnica Poniewieża                | 0              | 22,24          | 22,24 km   | |
| A18            | A18            | Obwodnica Szawli                    | 0              | 17,134         | 17,134 km  | |
| A19            | A19            | Południowa obwodnica Wilna          | 0              | 7,844          | 7,844 km   | |
| A20            | A20            | Północna obwodnica Wiłkomierza      | 0,019          | 7,647          | 7,628 km   | |
| A21            | A21            | Wschodnia obwodnica Poniemunia      | 0              | 3,326          | 3,326 km   | |
| Łączna długość | Łączna długość | Łączna długość                      | Łączna długość | Łączna długość | 1750,71 km | |